# Coachella Valley
Coachella Valley – dolina w USA, w stanie Kalifornia o długości 72 km oraz szerokości około 25 km.
Coachella Valley jest sztucznie nawadniana.
W Coachella Valley uprawia się palmy daktylowe, owoce cytrusowe oraz bawełnę.